# Biblioteca statale di Cremona
La Biblioteca Statale di Cremona è una biblioteca pubblica statale con sede a Cremona.

## Storia
Il patrimonio della biblioteca è costituita da due nuclei fondamentali: quello Governativo e quello Civico.
La Biblioteca Governativa, trae le sue origini dalla biblioteca fondata al principio del XVII secolo dai Gesuiti nella città di Cremona, all'interno del loro Collegio.
La biblioteca gesuitica fu aperta al pubblico dall'imperatrice Maria Teresa d'Austria nel 1775 circa, poco dopo la soppressione dell'ordine (1773). Ebbe parte attiva nell'apertura l'illuminista cremonese Giambattista Biffi.
Dopo il versamento delle raccolte dei conventi soppressi, il maggiore accrescimento fu il deposito della Libreria civica, avviato nel 1885, che era in realtà una grande massa di libri ordinata, ma non utilizzabile né mai aperta al pubblico, costituita essenzialmente dal fondo Ala Ponzone. I rapporti fra Comune di Cremona e Biblioteca Statale sono regolati da una convenzione, continuamente rinnovata dal 1885.

## Patrimonio
La biblioteca possiede circa 650.000 volumi a stampa ed opuscoli (tra cui 402 incunaboli, 6300 cinquecentine, altrettante seicentine, 10.000 settecentine e oltre 2000 tra stampe, disegni e carte geografiche), circa 3000 manoscritti (tra cui 200 codici latini databili tra il XII ed il XV secolo, alcuni dei quali splendidamente miniati), 3000 pergamene che datano a partire dall'VIII secolo, più di 5000 periodici, tra cui oltre 900 correnti, compresi 14 quotidiani; 108 acqueforti di Rembrandt; circa 3000 fra microfilm, diapositive, microfiches.